# Pickering (Mondkrater)

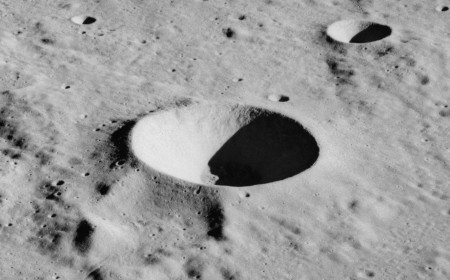
Der Mondkrater Pickering

Pickering ist ein Einschlagkrater auf der Mondvorderseite südöstlich des Sinus Medii, nordöstlich des Kraters Horrocks (Mondkrater) und nordwestlich von Saunder.
Der Krater ist schüsselförmig mit flachem Boden und kaum erodiert.
| Buchstabe | Position         | Durchmesser | Link |
| --------- | ---------------- | ----------- | ---- |
| A         | 1,58° S, 7,02° O | 4 km        |      |
| B         | 2,11° S, 7,35° O | 6 km        |      |
| C         | 1,55° S, 6,12° O | 4 km        |      |

Der Krater wurde 1935 von der IAU nach den Brüdern Edward Charles und William Henry Pickering, beide US-amerikanische Astronomen, offiziell benannt.